# Маргаритинская ярмарка
Маргаритинская ярмарка — крупнейшая международная ярмарка Поморья с XVI в. проходит в Архангельске. 
В настоящее время проводится в конце сентября под эгидой Правительства Архангельской области, мэрии г. Архангельска.

## История
Ежегодные таможенные поступления с ярмарки вплоть до начала XVIII в. составляли до 2/3 всех денежных доходов казны.
Открывалась на 14 сентября (Новолетие, Семенов день) и длилась месяц.
Торги в честь Святой Маргариты существовали ещё в Холмогорах, до закладки и строительства Архангельска. После перенесения центра в Архангельск здесь существовал неофициальный рыбный торг.
В 1844 г. по инициативе архангелогородского военного губернатора А. И. де-Траверзе, вторую супругу которого звали Маргаритой, и с разрешения министра внутренних дел ярмарка получила официальный статус и название Маргаритинской в честь Святой Маргариты.
В дореволюционное время основным товаром ярмарки были главными предметами торга на Маргаритинской ярмарке были зерно, мука (хлеб) и рыба. Многие товары продавались прямо с судов — поморских карбасов. Основными торговцами были местные поморы, покупатели приезжали из центральной России, а также и из стран Северной Европы.
К 1870-м годам наблюдается упадок ярмарки.
Ярмарка (без названия) проводилась в советское время до 1930-х годов. В 2001 г. ярмарка была возрождена.
В настоящее время на ярмарке продаётся промышленная и сельскохозяйственная продукция, изделия народных ремёсел. Имеется и культурная программа ярмарки, направленная на деятельность фольклорных коллективов Русского Севера.